# شعبه حميد (السياني)

تعديل مصدري - تعديل

شعبه حميد محلة تابعة لقرية عدن جود، التابعة لعزلة الهادس بمديرية السياني إحدى مديريات محافظة إب في الجمهورية اليمنية.، بلغ تعداد سكانها 38 حسب تعداد اليمن لعام 2004.